# Alexander Nevski-kathedraal (Kirov)
De Alexander Nevski-kathedraal (Russisch: Александро-Невский собор; Aleksandro-Nevskij sobor) was een Russisch-orthodoxe kathedraal in de Russische stad Kirov.

## Geschiedenis
De kathedraal werd gebouwd in de eerste helft van de 19e eeuw ter herinnering aan een bezoek van Alexander I in 1824. De fondsen voor de bouw werden verworven door middel van vrijwillige donaties. Architect van het gebouw was de onheus van omkoping beschuldigde en naar Kirov verbannen Alexander Lavrentevitsj Vitberg. De kathedraal werd pas in oktober 1864 ingewijd. De kerk vertegenwoordigde de eclectische bouwstijl met elementen van de gotiek, romaanse bouwstijl, oud-Russische en empire stijlen. Het gebouw was van forse afmeting en domineerde het hele zuidelijke deel van de stad. In 1895 werd rond de kerk een smeedijzeren hek geplaatst. Aan de noordzijde van de kerk werd in 1896 een obelisk met daarop een bronzen buste van Alexander III onthuld.

## Sovjetperiode
Na de revolutie werden er in de jaren 20 pogingen ondernomen om van de kathedraal een theater te maken. De kathedraal was echter een monument van betekenis en men stond geen grote wijzigingen toe aan het gebouw. Bovendien protesteerden parochianen tegen het voornemen om de kathedraal een andere bestemming te geven. In de jaren 30 verhevigde de terreur tegen de kerk en werd de kathedraal voor de eredienst gesloten. Het lot van de kathedraal is daarna meermalen onderwerp van debat geweest. De lokale overheid wenste spoedige afbraak van de kathedraal, terwijl het Centraal Uitvoerend Comité er blijk van gaf geen warm voorstander van algehele sloop te zijn. Er bestaat nog steeds onduidelijkheid over de vraag wie er nu uiteindelijk verantwoordelijk was voor de sloop. Duidelijk is wel dat de lokale overheid de kathedraal liet opblazen in 1937, terwijl het Centraal Uitvoerend Comité de kathedraal pas in 1938 als monument van nationaal belang van de lijst van beschermde monumenten liet verwijderen.